# Чернокап тайфунник
Чернокап тайфунник (Pterodroma hasitata) е вид птица от семейство Procellariidae. Видът е застрашен от изчезване.

## Разпространение и местообитание
Разпространен е в Бахамските острови, Доминиканската република, Коста Рика, Куба, САЩ и Хаити.